# Govern de la Comunitat francesa

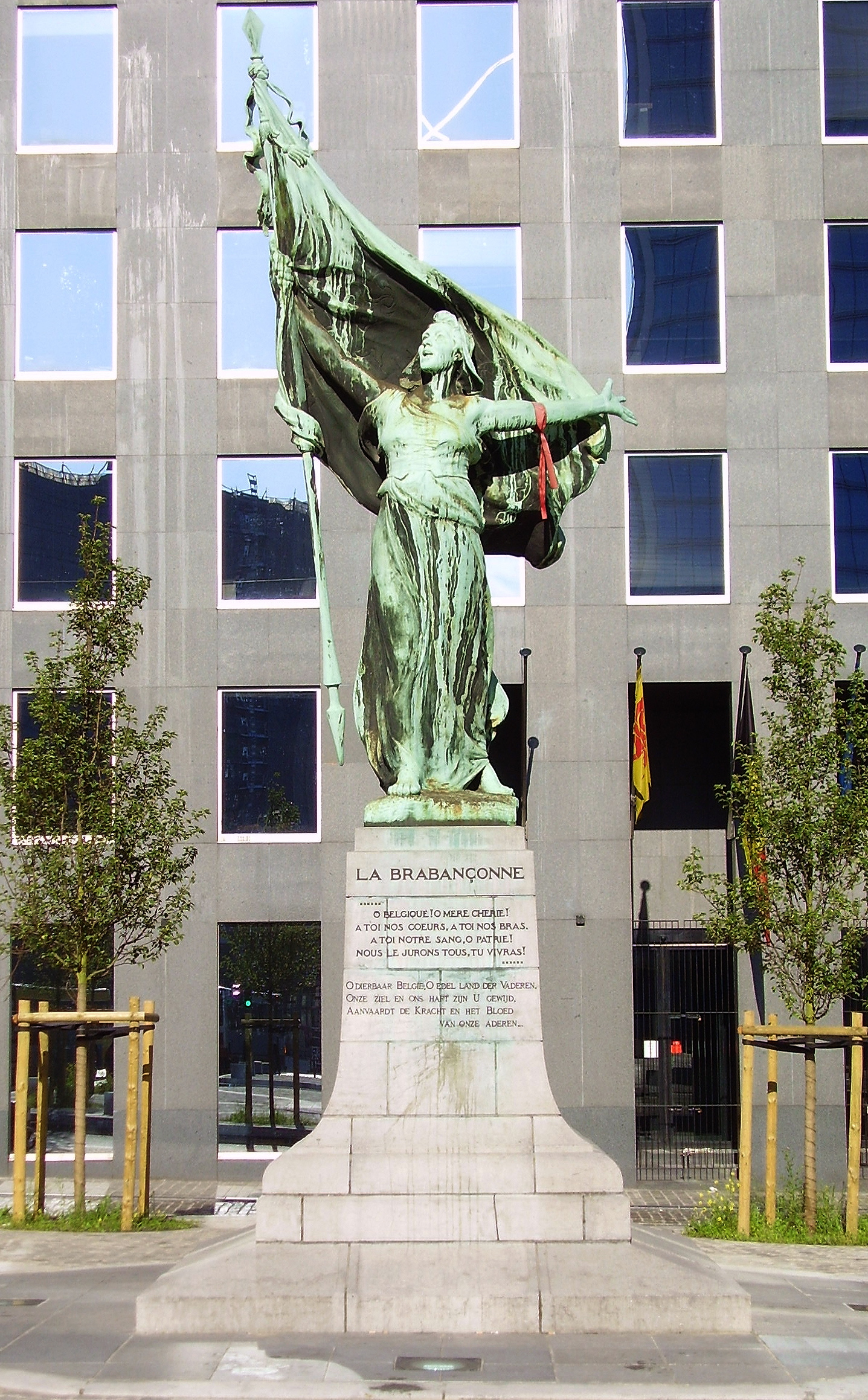
Plaça Surlet de Chokier, seu del govern francòfon

El govern de la Comunitat Francesa (francès Gouvernement de la Communauté française) és l'òrgan executiu de la Comunitat Francesa de Bèlgica, creat amb la segona reforma de la constitució belga en 1980. Està encapçalat per un ministre-president és escollit de la llista que ha obtingut més vots al Parlament de la Comunitat Francesa. Des de les eleccions de 2024 el govern l'encapçala Élisabeth Degryse, de Mouvement Réformateur en coalició amb Els Compromesos.

## Competències
Les Regions i Comunitats de Bèlgica tenen competència exclusiva en algunes matèries, el que vol dir:
- Que només poden tractar matèries que els són assignades per la constitució o per una llei especial;
- Que són les úniques autoritats que poden manejar aquestes matèries.